# جيم شيبرد
جيم شيبرد (بالإنجليزية: Jim Shepard)‏ هو كاتب أمريكي، ولد في 29 ديسمبر 1956 في بريدجبورت في الولايات المتحدة.

## وصلات خارجية
- الموقع الرسمي